# Srihardono
Srihardono is een bestuurslaag in het regentschap Bantul van de provincie Jogjakarta, Indonesië. Srihardono telt 12.668 inwoners (volkstelling 2010).